# Triphosa expansa
Triphosa expansa là một loài bướm đêm trong họ Geometridae.